# Porta del Pantano inferiore
La Porta del Pantano inferiore a Bergamo è di origine trecentesca e collegava via della Boccola e via Borgo Canale, con la parte della città di piazza Mascheroni dando accesso alla Cittadella viscontea.

## Storia
Il 1561 vide la trasformazione di Bergamo con la costruzione delle mura veneziane a protezione della città e delle relative grandi porte di accesso, ma già altre aperture favorivano il passaggio alla città. La Porta del Pantano inferiore, con la corrispondente del pantano superiore, era l'accesso dalla zona dei colli alla parte settentrionale della città, fin dall'Alto Medioevo e forse già dall'epoca romana. In entrambe vi era stanziata una guarnigione che chiedeva il pagamento del dazio a chi entrava in città. La porta del pantano superiore fu demolita nel XIX secolo per la costruzione del Seminario Vescovile. Nella parte superiore della porta era locato il meccanismo che muoveva la saracinesca che era abbassata la sera e risollevata al mattino al rintocco delle campane della torre campanaria, serviva inoltre come deposito delle armi.
Il nome deriva dall'area anticamente insalubre. Vi era infatti, una parte lacustre localizzata nel bacino che copriva la zona da Bergamo fino a Villa d'Almè dove furono rinvenute due zanne di mammut agli inizi del XX secolo esposte nel museo di scienze naturali di Bergamo.
La porta fu originariamente di proprietà dei Visconti dal 1381 al 1428, passando poi alla Serenissima diventando l'abitazione del Capitano della città. Dal 1797 con la Repubblica Cisalpina, divenne sede della Prefettura e del Dipartimento del Serio e dal XIX secolo sede del I.R. Delegazione del Governo. Nel XX secolo fu proprietà privata della famiglia Signorelli e in seguito, diventando passaggio pedonale pubblico, proprietà dell'amministrazione comunale.
Nel XIX secolo la porta divenne fabbricato poi ampliato sul lato a destra nel 1916 con l'aggiunta di un corpo di fabbrica.

Durante il restauro del 1992 vennero riportati alla luce gli affreschi della facciata

## Descrizione

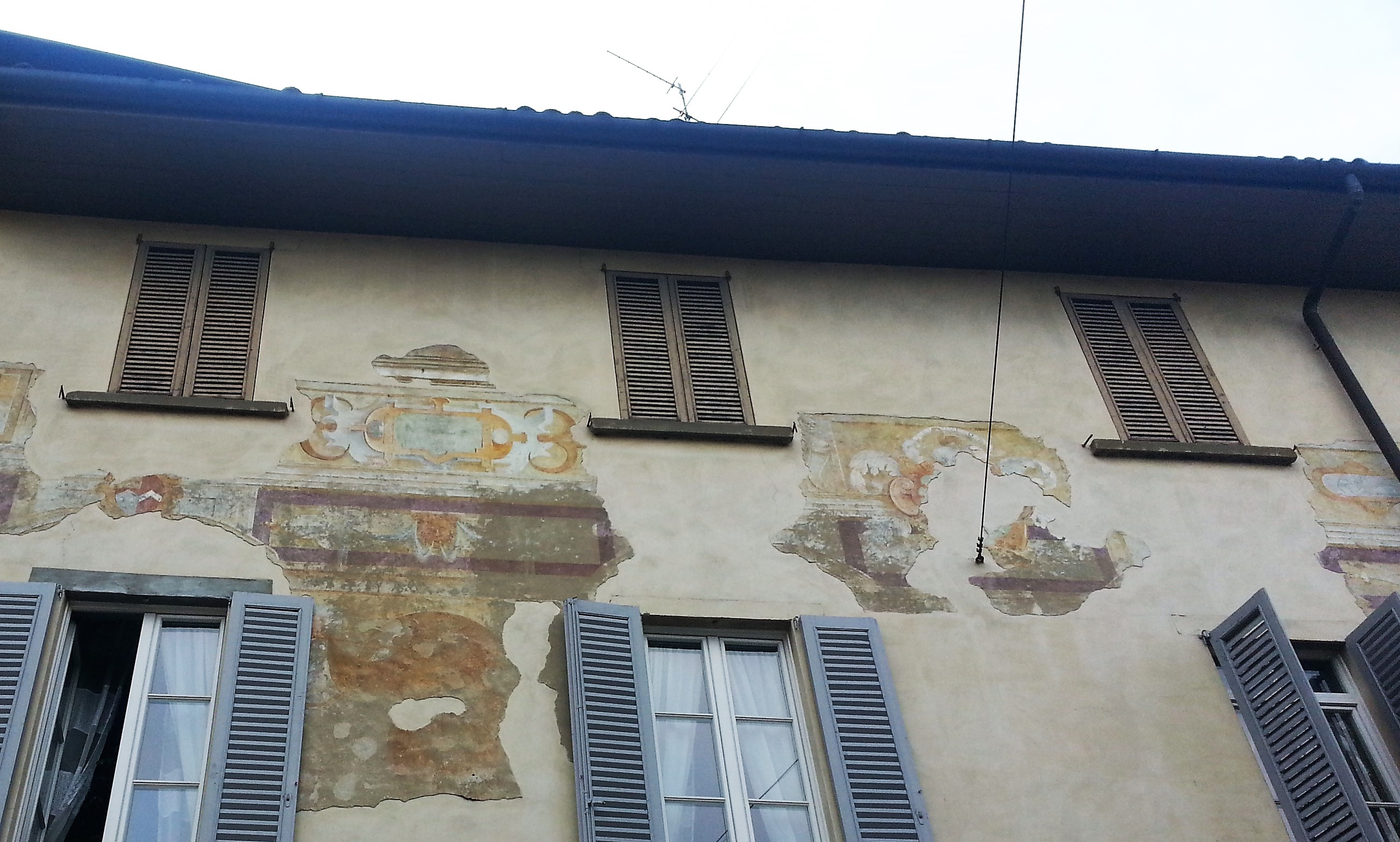
Porta del Pantano Inferiore - Affreschi

La porta è posta prospettante su piazza Mascheroni nella parte più estrema a sud. Sulla parete in pietra si presenta un'apertura con un arco a tutto sesto. Il piano superiore presenta finestre simmetricamente disposte con frammenti di affreschi di difficile interpretazione. Uno stemma gentilizio si trova sopra una finestra e una figura di colore ocra fra questa e la finestra successiva e diviso in due verticalmente.
Riconoscibile è la figura della Fama, donna alata che suona la tuba e che era novella di buone e di cattive notizie. Sopra si intravede un mascherone che dalla bocca escono i fernoni che proseguono ormando tutta la fascia.

Tra il piano nobile e quello superiore una fascia decorata a marmorea decorazione completamente mitologica, sono infatti identificabili le raffigurazioni di Zeus con la capra Amantea, Leda e il cigno, Europa e il toro e Amore con Venere. nella parte centrale sopra lo stemma gentilizio, vi è la rappresentazione di un animale fantastico con il cartiglio  USCQUE QUO, forse dalla forma di cammello, nel medioevo era simbolo della discrezione, ma anche della sobrietà e della moderazione.  A fianco un telamone con la barba con una cornucopia.

Secondo lo studio di Luigi Angelini del 1951, era ancora visibile la raffigurazione di san Marco con la data 1487, poi molto sbiadita, ma che era stata assegnata a Giacomo Scanardi da Averara.  Quello che è parzialmente visibile risale al Cinquecento.
Gli affreschi furono restaurati più volte, nel 1965 da Andrea Mandelli e nel 1991 da Patrizia Fratta.

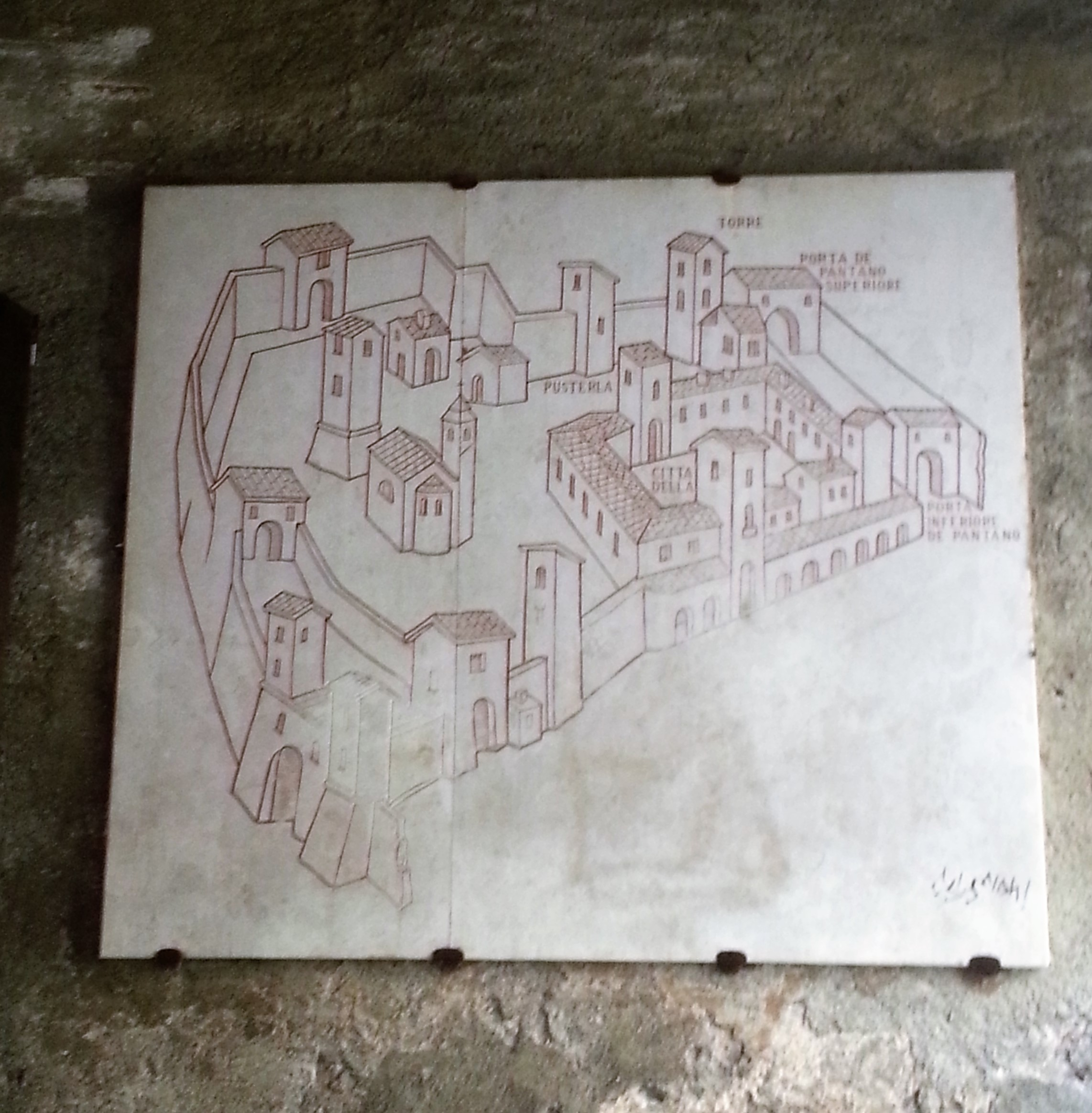
Cartina-Città Alta

## Curiosità
Porta del Pantano inferiore e via della Boccola, erano luoghi d'acceso alla città molto frequentati da soldati e mercenari e molto poco dalle giovani e dalle nobili, ma per questo motivo, erano però frequentati dalle prostitute alle quali era vietato l'uso dell'acqua pubblica ma che potevano lavarsi alle sorgenti presenti nelle vicinanze. 
Bergamo, come ogni città aveva i suoi bordelli, anche se la legge non li riconosceva, venivano comunque accettati. Quello maggiormente conosciuto era vicino alla Chiesa di San Michele all'arco, in prossimità delle carceri di sant'Agata. Di queste donne è rimasto qualche soprannome che ben ricorda la loro professione:  la Casalenga, la Semperbona, la Greca, la Franzona de la platea, la Maria dicta bonina, la Barboina, la Afra, la Catarina dicta longona, la Scamfarlina.